# Politisk färg
Politisk färg kallas en färg när den används för att beskriva en persons eller ett partis politiska position. Vilka färger som används är i viss mån olika i olika länder, men några gemensamma drag brukar finnas. Ibland används termen partifärg och då avses ofta tydligare en anknytning just till ett visst parti eller förbund snarare än bara en ideologi.

## Färgernas allmänna politiska innebörd

### Blå
Allmänt
Konservatism: blått står i många länder, till exempel i Sverige och i Storbritannien, för konservatism. Ibland använder man beteckningen "mörkblå" om någon som är starkt konservativ, medan ljusblå då står för någon som förespråkar en mer måttfull konservatism. 
Under 1800-talet stod blått för reformvänliga konservativa i bland annat Frankrike och Italien, medan de reaktionära monarkisterna betecknades som vita. 
Liberalism: ibland står ljusblått även för olika typer av liberalism.
Partier och rörelser i olika länder
- I Sverige används blått sedan gammalt av Moderata samlingspartiet, men numera även av Folkpartiet liberalerna och Kristdemokraterna (tillsammans med vitt). Folkpartiet liberalerna har sina rötter i Rösträttsrörelsen som använde blåklinten som symbol, men har genom åren bytt huvudfärg flera gånger. Även Sverigedemokraterna använder sig av blått tillsammans med gult.
- I Finland används blått av Samlingspartiet och (tillsammans med vitt) av Kristdemokraterna i Finland.
- Storbritannien: Konservativa partiet.
- I USA brukar blått sedan presidentvalet 2000 beteckna Demokratiska partiet; det är inget ideologiskt färgval, blått är helt enkelt en av färgerna i den amerikanska flaggan.

### Brun
Nationalsocialism: den bruna färgen betecknar ofta nationalsocialism (nazism). Ursprunget till detta är de bruna skjortor som den tyska nazistiska rörelsen SA använde i sin uniform.

### Grön
Jordbruksrörelser: när lantbrukare har slutit sig samman av politiska skäl har de ofta använt den gröna färgen, vilket är dess ursprung hos till exempel Centerpartiet och hos de svenska böndernas intresseorganisation LRF.
Miljötänkande och ekologism: grönt står i många länder för dem som har som huvudideologi att värna miljön och förespråkar ekologism. I Sverige används färgen av Centerpartiet och Miljöpartiet de gröna. 
Katolicism/republikanism: På Irland står grönt för katolicism och viljan att förena Nordirland med Republiken Irland. Motsatt uppfattning betecknas med orange. Vissa hävdar även att detta är grunden för trikoloren på Irlands flagga.
Islamism: islams heliga färg är sedan gammalt grönt, varför färgen särskilt i Mellanöstern står för dem som motiverar sina politiska handlingar med islam.

### Gul
Liberalism: i vissa länder, till exempel Storbritannien och Tyskland, står gult för liberalism. I Sverige användes färgen av Folkpartiet under 1970-talet och Ny demokrati under 1990-talet. Gul används idag i Sverige som beskrivning av den politik som förs av Sverigedemokraterna.

### Brandgul/orange
Protestantism/unionism: orange står på Irland för protestantism och för viljan att bevara Nordirlands band till Storbritannien. Motsatt uppfattning betecknas grön.
Liberalism: I Sverige har färgen ibland använts av Folkpartiet liberalerna, och Liberala Ungdomsförbundet har försökt lansera orange som liberalismens färg. Även Allians för Sverige använder orange.
Junilistan använder också orange, utan att det finns någon gemensam ideologisk koppling till ovanstående. 
I Ukraina användes färgen av den tidigare presidenten Viktor Jusjtjenkos nationaldemokratiska parti Vårt Ukraina.

### Röd
Allmänt

Den röda fanan, en traditionell symbol för socialism.

Socialism: rött står mycket ofta för socialism, något som skall ha sitt ursprung i det turbulenta och revolutionsbenägna Frankrike under slutet av 1700- och större delen av 1800-talet. Den röda fanan används traditionellt som symbol för socialism och har givit upphov till Sovjetunionens flagga och Kinas flagga, båda dominerade av den röda färgen. Ibland används ljusare rött för att beteckna socialdemokrati och mörkare rött för att beteckna kommunism. Syndikalism brukar betecknas med rött i kombination med svart för att betona kombinationen av socialism och anarkism.
Partier och rörelser i olika länder
- Sverige: Socialdemokratiska arbetarepartiet, Vänsterpartiet och Kommunistiska partiet; i kombination med svart även Sveriges arbetares centralorganisation och Syndikalistiska ungdomsförbundet.
- Finland: Finlands socialdemokratiska parti samt, i kombination med gult, det borgerliga Svenska folkpartiet; i det senare fallet är färgkombinationen hämtad från Finlands statsvapen.
- Storbritannien: Labour, de brittiska socialdemokraterna.
- Tyskland: SPD, socialdemokrater, och Die Linke, demokratiska socialister.
- I USA brukar rött sedan presidentvalet 2000 beteckna Republikanska partiet; det är inget ideologiskt färgval, utan symboliserar färgen röd i USA:s flagga.

### Lila
Piratrörelsen: lila eller "piratlila" används av svenska Piratpartiet samt alla internationella piratpartier. Färgen är menad att markera att partiet varken är höger eller vänster. Om man blandar rött med blått får man lila.
HBTQ-rörelsen: Lila har även använts i omgångar av mer radikala delar av HBTQ-rörelsen. Exempelvis använder den anarkafeministiska rörelsen en lila-svart fana inspirerad av syndikalisternas röd-svarta.

### Svart
Anarkism: i många länder står svart för anarkism, ofta i kombination med rött; exempelvis som den röda stjärnan på EZLN:s flagga eller de röda och svarta fanorna i Sveriges arbetares centralorganisations logga.
Kristdemokrati: i bland annat Tyskland och Österrike står svart för kristdemokrati och kristen konservatism. 
Fascism: i bland annat Italien förknippas svart med fascism, och har använts av Mussolinis svartskjortor.

### Rosa
Feminism: Partier som driver en feministisk linje använder ofta rosa som sin partifärg. Feministiskt initiativ i Sverige är ett exempel på detta.

### Vit
Borgerliga: vitt användes för att beteckna de borgerliga krafter som stod emot de socialistiska "röda" i de inbördeskrig som följde på första världskriget i Finland och Ryssland. Se vitgardist. Vitt har även i andra sammanhang använts som färg för konservatism, reaktionärer eller monarkism. Vitt betecknade särskilt de rojalistiska arméerna under franska revolutionen och över huvud taget de rojalistiska och reaktionära krafterna i Frankrike under hela 1800-talet, medan mer reformvänliga konservativa hade blå färg. De reformer av det iranska samhället som shahen av Iran initierade på 1960-talet kallades "den vita revolutionen".

## Färger förknippade med olika partier i olika länder

### Australien
- Australian Democrats: orange
- Australian Greens: grön
- Country Liberal Party: orange, vit, svart
- Labor Party: röd
- Liberal Party: blå
- National Party: grön, guld
- One Nation Party: blå, gul

### Bahrain
- Wa'ad: orange

### Belgien
- Vlaamse Liberalen en Democraten: marinblå, guld
- Annorlunda Socialistpartiet: röd och svart
- SPIRIT: lila
- Kristdemokratisk och Flamländsk: orange
- Socialistpartiet (vallonska): röd
- Vlaams Belang: gul och svart
- Reformiströrelsen: blå, gul och magenta
- Humanistiska Demokratiska Centern: brunröd och orangeröd
- Ny-Flamländska Alliansen: svart och guld
- Ecolo och Agalev: grön
- Nationella Fronten: svart, gul, röd (belgiska flaggans färger)
- Vivant: guld and sjögrön

### Bulgarien
- Union av Demokratiska Krafter: blå
- Nationella rörelsen Simeon II: gul
- Bulgariska socialistpartiet: röd
- Nationella Unionen Attack: svart
- Demokrater för ett starkt Bulgarien: mörkblå

### Danmark
- Enhedslisten – De Rød-Grønne: röd och grön
- Det Konservative Folkeparti: grön
- Liberal Alliance: orange
- Det Radikale Venstre: magenta och blå
- Socialdemokraterne: röd
- Socialistisk Folkeparti: röd
- Venstre: blå

### Finland
- Centern i Finland: grön
- Finlands Socialdemokratiska Parti: röd
- Gröna Förbundet: grön
- Kristdemokraterna i Finland: blå och orange
- Liberalerna: gul
- Samlingspartiet: blå
- Svenska Folkpartiet: röd och gul
- Vänsterförbundet: röd

### Frankrike
- Front National: röd, vit och blå
- Les Verts (De Gröna): grön
- Alternative Libérale: lila
- Ligue Communiste Révolutionnaire: mörkröd
- Lutte Ouvrière: mörkröd
- Mouvement Démocrate: orange
- Mouvement National Républicain: brun
- Parti Communiste Français: röd
- Parti des Travailleurs (Arbetarpartiet): mörkröd
- Parti Radical de Gauche (Vänsterradikala partiet): ljusrosa, guld
- Parti Socialiste: rosa
- Union pour la Démocratie Française: orange, ljusblå
- Union pour un Mouvement Populaire: blå

### Grekland
- Folklig Ortodox Samling (LaOS): blå, vit
- Greklands kommunistiska parti: röd
- Nea Dimokratia (ND): blå
- Oikologoi Prasinoi: grön
- PASOK: grön
- Synaspismós: flera färger

### Guinea
- PUP: grön
- RPG: gul
- UFP: blå

### Indien
- Kommunister (CPI, CPI(M), etc.): röd
- Hindunationalister (Bharatiya Janata Party, RSS, Shiv Sena, etc.): saffransgul
- Indian National Congress (och utbrytarpartier som NCP, NTC, etc.): orange-vit-grön
- Bahujan Samaj Party, Republican Party of India (partier som representerar daliter): blå
- Rashtriya Janata Dal: grön
- Janata Dal (Secular): grön
- Telugu Desam Party: gul
- Jammu and Kashmir National Conference: röd
- Telangana Rashtra Samithi: rosa
- Gorkha National Liberation Front: grön
- Indigenous Nationalist Party of Twipra: grön-vit

### Italien
- Kommunister och socialister (Rifondazione Comunista, Party of Italian Communists, etc.): röd
  - Socialister använder en röd nejlika och radikaler en ros.
- Fascister (historiskt, används fortfarande av nyfascister): svart
- Katolska partier: vit (i andra hand röd)
  - Katolska och moderata partier räknas i Italien inte som vänster eller höger utan som mittenpartier
- Nyliberaler (Forza Italia, etc.): ljusblå
- Lega Nord (autonomister) och Verdi (miljöaktiviser): grön

### Republiken Irland
- Fianna Fáil: grön, orange
- Fine Gael: blå, grön
- Green Party/Comhaontas Glas: guld, ljusgrön
- Labour Party: röd
- Progressive Democrats: blå
- Sinn Féin: grön
- Socialist Party: röd, svart

### Israel
- Hadash: röd
- Meretz: grön, gul
- De gröna: grön

### Kanada
- Bloc Québécois: ljusblå
- Canadian Action Party: blå, röd
- Canadian Alliance (numera nedlagt): grön, blå
- Christian Heritage Party: lila
- Communist Party: röd
- Conservative Party: blå, röd
- Green Party: grön
- Liberal Party: röd
- Libertarian Party: grön, vit
- Marijuana Party: brun, grön
- Marxist-Leninist Party: violett
- New Democratic Party: orange, grön
- Progressive Canadian Party: blå, röd
- Progressive Conservative Party of Canada (numera nedlagt): blå och röd

### Folkrepubliken Kina (Kina-Beijing)
- Kinas kommunistiska parti: röd

### Republiken Kina (Kina-Taipei, Taiwan)
Pan-blå kraften (blå):
- Kuomintang: blå
- Folkets första parti: orange
- Nya partiet: gul

Pan-gröna koalitionen (grön):
- Demokratiska progressiva partiet: grön
- Taiwans Solidaritetsförbund: ljusbrun

### Kroatien
- Istriska demokratiska församlingen: grön
- Kroatiens socialdemokratiska parti: röd
- Kroatiska bondepartiet: grön
- Kroatiska demokratiska unionen: blå
- Kroatiska folkpartiet – liberaldemokraterna: röd, vit och blå
- Kroatiska labouristerna – Arbetarpartiet: orange
- Kroatiska pensionärspartiet: röd, vit, blå
- Kroatiska rättspartiet: röd, vit, blå
- Kroatiska rättspartiet dr. Ante Starčević: blå och grå
- Kroatiska socialliberala partiet: gul
- Slavoniens och Baranjas kroatiska demokratiska förbund: röd och guld

### Libanon
- Fria Patriotiska Rörelsen: orange
- Framtidsrörelsen: blå
- Progressiva socialistpartiet: röd
- Amalrörelsen: grön
- Hizbollah: gul
- Syriska socialnationalistiska partiet: svart och röd

### Luxemburg
- Kristsociala folkpartiet: orange
- Socialistiska arbetarpartiet: röd
- Demokratiska partiet: blå
- Déi Gréng: grön

### Republiken Norra Makedonien
- Internal North Macedonian Revolutionary Organization–Democratic Party for North Macedonian National Unity: röd, gul, svart
- Social Democratic Union of North Macedonia: blå, gul, röd
- New Social Democratic Party: blå, gul

### Mexico
- PRI Partido Revolucionario Institucional: rött, vitt och grönt
- PRD Partido de la Revolución Democrática (Partiet av den Demokratiska Revolutionen): gult och svart
- PAN: blått och vitt
- PT Partido del Trabajo (Arbetarpartiet): rött
- PVEM Partido Verde Ecologista de México: grönt
- PCD Partido Convergencia para la Democracia: orange och blått

### Nederländerna
- Christen-Democratisch Appèl: grön, orange
- ChristenUnie: ljusblå
- Democraten 66: ljusgrön
- GroenLinks: grön, röd
- Partij van de Arbeid: röd
- Partij voor de Dieren: mörkgrön
- Socialistische Partij: tomatröd
- Staatkundig Gereformeerde Partij: orange, blå
- Volkspartij voor Vrijheid en Democratie: mörkblå

### Norge
- Arbeiderpartiet: röd
- Fremskrittspartiet: röd/vit/mörkblå
- Høyre: blå
- Kristelig Folkeparti: gul
- Miljøpartiet De Grønne: grön
- Rødt: röd
- Senterpartiet: grön
- Sosialistisk Venstreparti: röd/grön
- Venstre: grön

### Nya Zeeland
- ACT: gul, blå
- Alliance: grön, röd
- Green Party: grön
- Maoripartiet: röd, svart
- Labour Party: röd
- Progressive Party: röd, grå
- National Party: blå
- New Zealand First: svart, vit
- United Future: lila, grön

### Polen
- Medborgarplattformen: blå och orange
- Lag och rättvisa: mörkblå
- Polska bondepartiet: grön

### Portugal
- Bloco de Esquerda: röd, svart
- Nova Democracia: röd, blå
- Os Verdes: grön
- Partido Comunista Português: röd
- Partido Nacional Renovador: blå, röd, svart
- Partido Popular: blå
- Partido Social-Democrata: orange
- Partido Socialista: rosa

### Rumänien
- Socialdemokratiska partiet: röd
- Nationalliberala partiet: gul, blå
- Demokratiska partiet: orange
- Storrumänska partiet: blå, gul, röd
- Ungerska demokratiska unionen i Rumänien: grön, röd

### Schweiz
- Evangeliska Folkpartiet: blå och gul
- Fridemokratiska partiet: mörkblå, gul
- Gröna partiet: grön
- Kristdemokraterna: orange
- Liberala partiet: blå
- Schweiziska folkpartiet: mörkgrön
- Socialdemokratiska partiet: röd

### Sierra Leone
- All People's Congress: röd
- People's Movement for Democratic Change: orange
- Sierra Leone People's Party: grön

### Spanien
- Baskiska nationalistpartiet: röd, grön
- Bloque Nacionalista Galego: röd, himmelsblå
- Partido Popular: blå, orange
- Spanska socialistiska arbetarpartiet: röd
- Izquierda Unida: grön
- Coalicion Canaria: gul, blå
- Convergencia i Unio: marinblå
- Esquerra Republicana de Catalunya: svart, orange
- Vox: grön
- Podemos: lila
- Ciudadanos: orange

### Storbritannien och Nordirland
- British National Party: röd, vit och blå (flagga av Storbritannien)
- Co-operative Party: lila (partiet kampanjar dock inte skilt från Labour)
- Green Party of England and Wales: grön
- Konservativa partiet: blå
- Brittiska Kommunistpartiet: röd
- Labourpartiet: röd
- Liberaldemokraterna: gul
- Plaid Cymru: gul och grön
- Respectpartiet: grön och röd
- Självständighetspartiet: gredelin och guld

#### Skottland
- Saor Alba: blå och vit
- Green Party: grön
- Scottish Conservative and Unionist Party: blå och gul
- Scottish Labour Party: röd
- Scottish Independence Party: lila
- Scottish National Party: gul och gredelin
- Socialist Party: röd

### Sverige
- Allians för Sverige: orange
- Centerpartiet: grön
- Feministiskt initiativ: rosa
- Liberalerna: blå och orange
- Liberala partiet: gul
- Kristdemokraterna: blå och vit
- Moderata samlingspartiet: blå
- Miljöpartiet de gröna: grön
- Junilistan: orange
- Nationaldemokraterna: brandgul
- Piratpartiet: lila
- Sverigedemokraterna: blå och gul
- Svenskarnas parti: gul och svart
- Sveriges socialdemokratiska arbetareparti: röd
- Vänsterpartiet: röd

### Turkiet
- Republikanska folkpartiet (CHP): röd, vit
- Rättvise- och utvecklingspartiet (AKP): orange, vit
- Folkens demokratiska parti (HDP): lila
- Nationella aktionspartiet (MHP): röd, vit
- Lycksalighetspartiet: röd, vit

### Tyskland
- Bündnis 90/Die Grünen: grön
- Christlich Demokratische Union: svart
- Christlich Soziale Union in Bayern: blå och svart
- Freie Demokratische Partei: gul
- Die Linke: magenta eller mörkröd
- Sozialdemokratische Partei Deutschlands: röd
- Piratenpartei Deutschland: orange
- Alternative für Deutschland: ljusblå

### Ukraina
- Regionernas parti: blå
- Julia Tymosjenkos block: vit och röd
- Ukrainas kommunistparti: röd
- Litvinblocket: gul
- Ukrainas socialistparti: rosa
- Vårt Ukraina: orange

### Ungern
- Fidesz: orange
- Ungerns socialistiska parti (MSZP): red
- Fria demokraternas allians: blå, blå-vit
- Ungerskt demokratiskt forum (MDF): grön, grön-vit

### USA

Presidentvalet i USA 2012.

- American Patriot Party: röd, vit och blå
- Communist Party USA, Socialist Party, Socialist Workers Party, Vermont Progressive Party: röd
- Constitution Party: röd, vit och blå
- Demokratiska partiet: Ingen officiell färg, men har sedan 2000 börjat associeras alltmer med blått (se under färgen blå ovan)
- Green Party: Ingen officiell färg, men har börjat associeras med grönt
- Libertarian Party: Ingen officiell färg, men har alltmer börjat associeras med gul
- Reform Party: röd och blå
- Republikanska partiet: Ingen officiell färg, men har sedan 2000 börjat associeras alltmer med rött (se under färgen röd ovan)

### Venezuela
- COPEI: grön
- Chávez: röd

### Österrike
- Alliansen för Österrikes framtid (BZÖ): orange
- De gröna (GRÜNE): grön
- Frihetspartiet (FPÖ): blå
- NEOS: rosa
- Liberales Forum (LIF): gul (tidigare ljusblå)
- Socialdemokraterna (SPÖ): röd
- Team Stronach (TS): gul
- Österrikiska folkpartiet (ÖVP): svart

## Kalla krigets färger

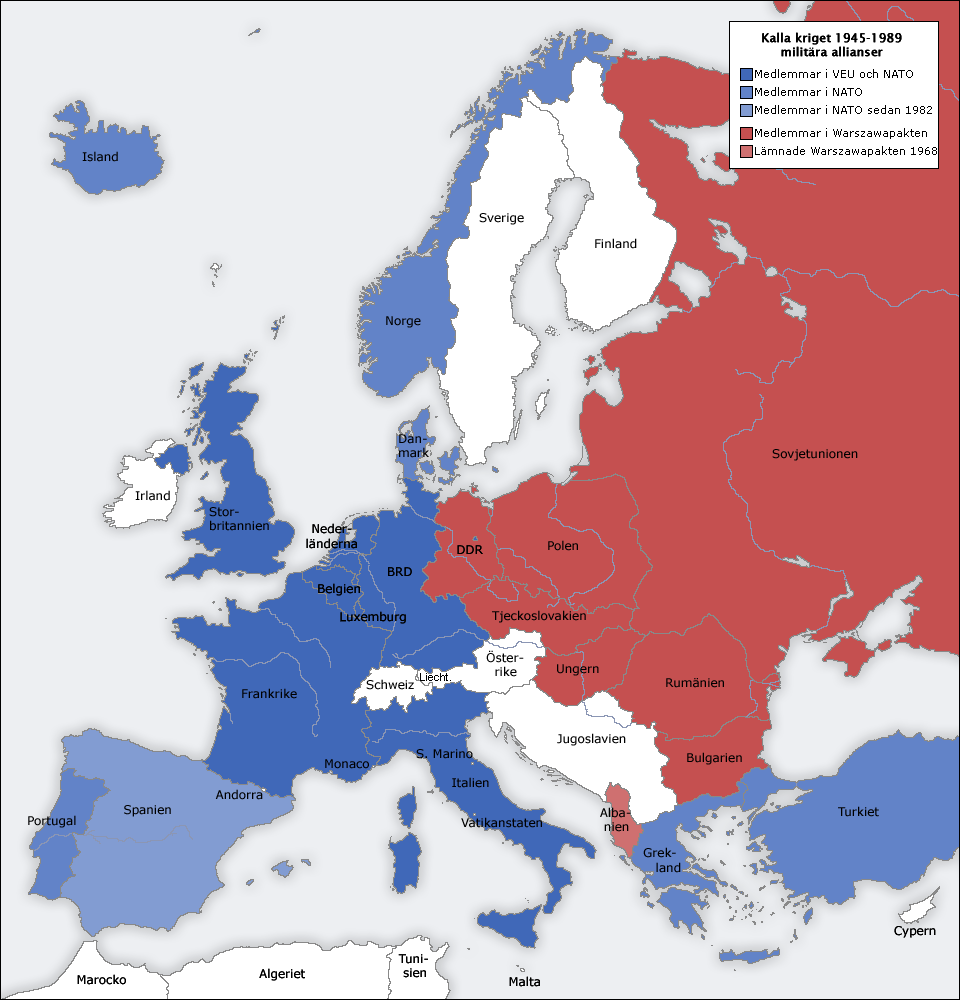
Kalla krigets färger.

Under det kalla krigets dagar brukade NATO-medlemsländerna på politiska kartor synas i blå färg, medan Warszawapaktens medlemsländer ofta sågs rödfärgade.

## Imperialismens färger

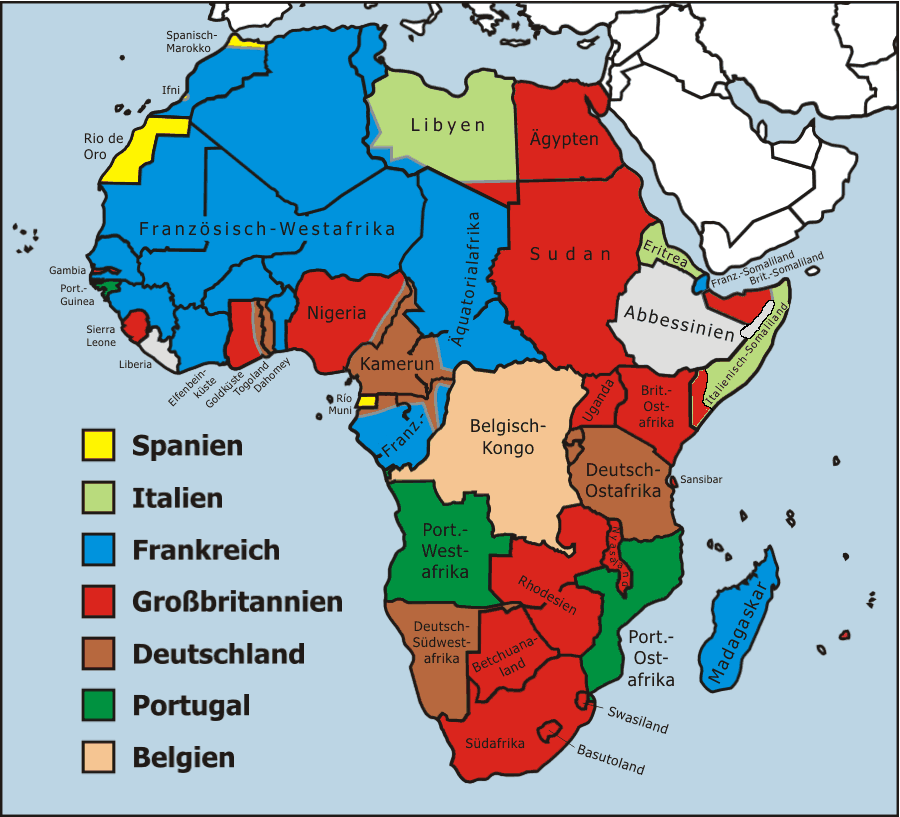
Imperialismens färger.

Under imperialismen hade besittningarna olika färger på kartan. Traditionellt var brittiska röda eller rosa, franska blåa och tyska bruna.

### Fotnoter
1. ↑  Dick Harrison (12 juli 2006). ”När britterna ville frälsa världen”. Populär historia. http://www.popularhistoria.se/artiklar/nar-britterna-ville-fralsa-varlden/. Läst 18 december 2015.